# Sinfonia n. 3 (Rachmaninov)
La Sinfonia n. 3 in la minore, Op. 44 fu composta da Sergej Vasil'evič Rachmaninov tra il 1935 ed il 1936. La prima esecuzione dell'opera ebbe luogo il 6 novembre del 1936 con Leopold Stokowski alla direzione dell'orchestra di Filadelfia; le reazioni di pubblico e critica furono discordanti. Tuttavia Rachmaninov era convinto del suo valore, e nel 1939 ne diresse la prima registrazione, sempre con l'orchestra di Filadelfia.

## Storia della composizione
Dopo aver ultimato la seconda sinfonia nel 1907, per molto tempo Rachmaninov si dedicò ad altri tipi di composizione. Nel frattempo la sua esistenza cambiò completamente, allorché nel 1917 lasciò l’amata Russia, sconvolta dalla rivoluzione d'ottobre, per trasferirsi dapprima in Scandinavia e successivamente negli Stati Uniti d’America, dove intraprese una carriera di virtuoso itinerante, benché egli si considerasse principalmente un compositore di musica sinfonica. Rachmaninov compose la sua terza sinfonia dopo aver scritto la Rapsodia su un tema di Paganini e le Variazioni su un tema di Corelli. Nel tardo aprile del 1935 egli giunse a Villa Senar, la sua nuova residenza appena costruita sul lago dei Quattro Cantoni, con l'idea di scrivere una sinfonia. Soddisfatto della sua nuova dimora, si dedicò di buon spirito alla sua nuova creazione. Nel corso dell'estate il lavoro fu rallentato da una cura di tre settimane a Baden-Baden in luglio e, alla fine delle vacanze estive, l'opera era scritta per circa due terzi. La sinfonia pertanto poté essere completata solo l'estate successiva.
Un tratto caratteristico della musica di Rachmaninov è stato quello di presentare seri problemi alla critica. Sia in vita che in morte, diverse sue composizioni sono state giudicate dai critici (salvo poche eccezioni) in termini piuttosto severi; ancora oggi vi è chi osserva come Rachmaninov, pur avendo iniziato sulla scia di Čajkovskij, non raggiunga neanche nelle sue opere più felici la poesia e la sofferta interiorità del maestro di Votkinsk. Inoltre, gli si rimprovera di indulgere nelle sue musiche sinfoniche a certi compiacimenti post-romantici che appaiono troppo datati e perciò privi di significato. Anche la terza sinfonia dopo la prima esecuzione dovette subire le severe rampogne della critica; dopo averla ascoltata, Richard Capell scrisse sul Daily Telegraph: «È un palazzo senza sovrani. Rachmaninov offre ancora magnifici ricevimenti (…), ma nessuno splendido ospite compare».
Uno degli intenti della sinfonia era quello di esaltare le qualità virtuosistiche dell’orchestra di Filadelfia, che la eseguì per la prima volta sotto la direzione di Leopold Stokowski il 6 novembre 1936. La prima impressione suscitata presso il pubblico fu di perplessità, dovuta al linguaggio musicale scarno ed essenziale, alla scelta di fondere i due movimenti centrali tradizionali in uno solo, al ricorso ad armonie ardite ed all’impiego differenziato degli strumenti a percussione; il compositore e pianista russo Nikolaj Metner non nascose il proprio disappunto verso la partitura, dichiarando che il suo amico Rachmaninov era caduto vittima del modernismo. Forse anche a causa di questa non entusiastica accoglienza ricevuta, il compositore decise di effettuare una revisione della terza sinfonia nel 1938, che fu da lui diretta e registrata su disco l’anno successivo.

## Struttura della composizione
Come le due precedenti, la terza sinfonia è interamente costruita sui motivi presentati all’inizio, ma qui l’elemento ritmico assume un’importanza maggiore, che sembra anticipare la scrittura delle Danze sinfoniche. Si avverte il richiamo del canto ortodosso russo, per il quale Rachmaninov mostrava una spiccata predilezione; nel secondo movimento, contenente una delle più belle cantilene uscite dalla penna del compositore, l’abituale e grottesco scherzo dell'episodio centrale in tempo Adagio ma non troppo è arricchito da elementi di musica jazz. Per quanto concerne la potenza e la complessità dei gruppi sonori, l'opera di Rachmaninov supera di molto la sinfonia n. 4 di Dmitrij Šostakovič, composta nel medesimo periodo.

### Lento - Allegro moderato
Il primo movimento inizia con l’esposizione di un motto di impronta russo-arcaica. Il tema principale è costituito da una melodia di carattere malinconico, da cui traspare un sentimento di nostalgia da parte dell'autore per la patria lontana; peraltro, tale sentimento nostalgico pervade l’intera composizione in maniera ancora molto pronunciata, tanto da poterla considerare come una delle più russe delle sue opere.

### Adagio ma non troppo - Allegro vivace
Il secondo movimento si presenta come un usuale Adagio che, in funzione di cornice, racchiude lo Scherzo costituente la sezione intermedia. Nel tema dell’Adagio si può ravvisare una metamorfosi del motto iniziale (con il corno solista su accordi dell’arpa), mentre lo Scherzo si caratterizza per il carattere ruvido ed energico.

### Allegro - Allegro vivace - Allegro (Tempo primo) - Allegretto - Allegro vivace
Il movimento finale è un brano di grande virtuosismo orchestrale dove emerge la notevole padronanza di Rachmaninov nel campo della scrittura sinfonica. Vi si distingue una varietà di temi, prevalentemente di carattere episodico, tra i quali emerge la sequenza funebre del Dies Irae. Notevole è anche l’impetuoso fugato per la grande tensione costruttiva, che contribuisce a conferire a questo movimento conclusivo un carattere ottimista e solenne a un tempo.
La terza sinfonia è dunque un’opera della piena maturità del compositore russo, nella quale ben si può apprezzare ciò che lo studioso e musicologo francese Michel Calvocoressi soprattutto gli riconosceva: